# Olympische Sommerspiele 2024/Leichtathletik – 400 m (Frauen)
Der 400-Meter-Lauf der Frauen bei den Olympischen Spielen 2024 in Paris fand vom 5. August 2024 bis zum 9. August 2024 im Stade de France statt.

## Aktuelle Titelträgerinnen
| Olympiasiegerin                        | Shaunae Miller-Uibo ( Bahamas)               | 48,36 s | Tokio 2020     |
| Weltmeisterin                          | Marileidy Paulino ( Dominikanische Republik) | 48,76 s | Budapest 2023  |
| Europameisterin                        | Natalia Kaczmarek ( Polen)                   | 48,98 s | Rom 2024       |
| Nord-/Zentralamerika-/Karibikmeisterin | Shaunae Miller-Uibo ( Bahamas)               | 49,40 s | Freeport 2022  |
| Südamerikameisterin                    | Martina Weil ( Chile)                        | 51,11 s | São Paulo 2023 |
| Asienmeisterin                         | Nadeesha Ramanayake ( Sri Lanka)             | 52,61 s | Bangkok 2023   |
| Afrikameisterin                        | Miranda Coetzee ( Südafrika)                 | 51,16 s | Douala 2024    |
| Ozeanienmeisterin                      | Ellie Beer ( Australien)                     | 51,91 s | Suva 2024      |

## Rekorde

### Bestehende Rekorde
| Weltrekord         | Marita Koch ( DDR)             | 47,60 s | Canberra, Australien               | 6. Oktober 1985 |
| Olympischer Rekord | Marie-José Pérec ( Frankreich) | 48,25 s | Finale Atlanta, Vereinigte Staaten | 29. Juli 1996   |

### Rekordverbesserungen
Es wurden während des Wettkampfes ein neuer Olympiarekord sowie drei neue Nationalrekorde aufgestellt.
- Olympiarekord:
  - 48,17 s – Marileidy Paulino (Dominikanische Republik), Finale am 9. August 2024
- Nationalrekorde:
  - 50,74 s – Gabby Scott (Puerto Rico), Vorlauf 1 am 5. August 2024
  - 50,52 s – Gabby Scott (Puerto Rico), Hoffnungslauf 2 am 6. August 2024
  - 49,29 s – Amber Anning (Großbritannien), Finale am 9. August 2024

## Vorläufe
5. August 2024, 11:55 Uhr
Für das Halbfinale qualifizierten sich die ersten drei Athletinnen aller sechs Vorläufe. Alle restlichen Athletinnen mit gültigen Leistungen (nicht DSQ, DNF oder DNS) qualifizierten sich für die Hoffnungsrunde.

### Vorlauf 1
| Rang | Athletin                  | Nation             | Zeit (s) | Anmerkung |
| ---- | ------------------------- | ------------------ | -------- | --------- |
| 1    | Salwa Eid Naser           | Bahrain            | 49,91    | Q         |
| 2    | Stacey-Ann Williams       | Jamaika            | 50,16    | Q, SB     |
| 3    | Andrea Miklós             | Rumänien           | 50,54    | Q, PB     |
| 4    | Gabby Scott               | Puerto Rico        | 50,74    | Re, NR    |
| 5    | Kendall Ellis             | Vereinigte Staaten | 51,16    | Re        |
| 6    | Sophie Becker             | Irland             | 51,84    | Re        |
| 7    | Tereza Petržilková        | Tschechien         | 51,92    | Re        |
| 8    | Modesta Justė Morauskaitė | Litauen            | 52,00    | Re, SB    |

### Vorlauf 2
| Rang | Athletin               | Nation         | Zeit (s) | Anmerkung |
| ---- | ---------------------- | -------------- | -------- | --------- |
| 1    | Nickisha Pryce         | Jamaika        | 50,02    | Q         |
| 2    | Laviai Nielsen         | Großbritannien | 50,36    | Q         |
| 3    | Henriette Jæger        | Norwegen       | 50,39    | Q         |
| 4    | Justyna Święty-Ersetic | Polen          | 50,95    | Re, SB    |
| 5    | Ellie Beer             | Australien     | 51,47    | Re, PB    |
| 6    | Lina Licona            | Kolumbien      | 51,85    | Re        |
| 7    | Zoe Sherar             | Kanada         | 51,97    | Re        |

### Vorlauf 3
| Rang | Athletin         | Nation         | Zeit (s) | Anmerkung |
| ---- | ---------------- | -------------- | -------- | --------- |
| 1    | Amber Anning     | Großbritannien | 49,68    | Q         |
| 2    | Lieke Klaver     | Niederlande    | 49,96    | Q         |
| 3    | Paola Morán      | Mexiko         | 51,04    | Q         |
| 4    | Martina Weil     | Chile          | 51,15    | Re        |
| 5    | Alice Mangione   | Italien        | 51,60    | Re        |
| 6    | Ella Onojuvwevwo | Nigeria        | 51,65    | Re        |
| 7    | Tiffani Marinho  | Brasilien      | 52,62    | Re        |
| 8    | Cátia Azevedo    | Portugal       | 52,73    | Re        |

### Vorlauf 4
| Rang | Athletin            | Nation         | Zeit (s) | Anmerkung |
| ---- | ------------------- | -------------- | -------- | --------- |
| 1    | Natalia Kaczmarek   | Polen          | 49,98    | Q         |
| 2    | Roxana Gómez        | Kuba           | 50,38    | Q, SB     |
| 3    | Sada Williams       | Barbados       | 50,45    | Q         |
| 4    | Victoria Ohuruogu   | Großbritannien | 50,93    | Re        |
| 5    | Gunta Vaičule       | Lettland       | 51,13    | Re        |
| 6    | Helena Ponette      | Belgien        | 51,75    | Re        |
| 7    | Shaunae Miller-Uibo | Bahamas        | 142,29   | Re        |
|      | Esther Elo Joseph   | Nigeria        | DSQ      | TR17.2.3  |

### Vorlauf 5
| Rang | Athletin               | Nation                  | Zeit (s) | Anmerkung |
| ---- | ---------------------- | ----------------------- | -------- | --------- |
| 1    | Marileidy Paulino      | Dominikanische Republik | 49,42    | Q         |
| 2    | Aaliyah Butler         | Vereinigte Staaten      | 50,52    | Q         |
| 3    | Susanne Gogl-Walli     | Österreich              | 50,67    | Q, PB     |
| 4    | Sharlene Mawdsley      | Irland                  | 50,71    | Re, PB    |
| 5    | Aliyah Abrams          | Guyana                  | 51,55    | Re, SB    |
| 6    | Lurdes Gloria Manuel   | Tschechien              | 52,20    | Re        |
| 7    | Kiran Pahal            | Indien                  | 52,51    | Re        |
| 8    | Cynthia Bolingo Mbongo | Belgien                 | 52,77    | Re, SB    |

### Vorlauf 6
| Rang | Athletin          | Nation             | Zeit (s) | Anmerkung |
| ---- | ----------------- | ------------------ | -------- | --------- |
| 1    | Rhasidat Adeleke  | Irland             | 50,09    | Q         |
| 2    | Alexis Holmes     | Vereinigte Staaten | 50,35    | Q         |
| 3    | Junelle Bromfield | Jamaika            | 51,36    | Q         |
| 4    | Miranda Coetzee   | Südafrika          | 51,58    | Re        |
| 5    | Lada Vondrová     | Tschechien         | 51,80    | Re        |
| 6    | Lauren Gale       | Kanada             | 53,13    | Re        |
| 7    | Evelis Aguilar    | Kolumbien          | 53,36    | Re        |
|      | Nicole Caicedo    | Ecuador            | DSQ      | TR16.8    |

## Hoffnungsrunde
6. August 2024, 11:20 Uhr
Für das Halbfinale qualifizierten sich die erstplatzierten Athletinnen aller vier Hoffnungsläufe sowie die Athletinnen mit den zwei schnellsten restlichen Zeiten.

### Hoffnungslauf 1
| Rang | Athletin               | Nation     | Zeit (s) | Anmerkung |
| ---- | ---------------------- | ---------- | -------- | --------- |
| 1    | Ella Onojuvwevwo       | Nigeria    | 50,59    | Q         |
| 2    | Justyna Święty-Ersetic | Polen      | 50,89    | SB        |
| 3    | Sharlene Mawdsley      | Irland     | 51,18    |           |
| 4    | Tereza Petržilková     | Tschechien | 51,46    | SB        |
| 5    | Aliyah Abrams          | Guyana     | 51,84    |           |
| 6    | Kiran Pahal            | Indien     | 52,59    |           |

### Hoffnungslauf 2
| Rang | Athletin                  | Nation      | Zeit (s) | Anmerkung |
| ---- | ------------------------- | ----------- | -------- | --------- |
| 1    | Gabby Scott               | Puerto Rico | 50,52    | Q, NR     |
| 2    | Miranda Coetzee           | Südafrika   | 50,66    | q, PB     |
| 3    | Lurdes Gloria Manuel      | Tschechien  | 50,81    | q         |
| 4    | Modesta Justė Morauskaitė | Litauen     | 51,33    | SB        |
| 5    | Helena Ponette            | Belgien     | 51,46    | PB        |
| 6    | Martina Weil              | Chile       | 51,79    |           |
| 7    | Shaunae Miller-Uibo       | Bahamas     | 53,50    |           |

### Hoffnungslauf 3
| Rang | Athletin          | Nation         | Zeit (s) | Anmerkung |
| ---- | ----------------- | -------------- | -------- | --------- |
| 1    | Victoria Ohuruogu | Großbritannien | 50,59    | Q, SB     |
| 2    | Gunta Vaičule     | Lettland       | 50,93    |           |
| 3    | Alice Mangione    | Italien        | 51,07    | PB        |
| 4    | Ellie Beer        | Australien     | 51,65    |           |
| 5    | Cátia Azevedo     | Portugal       | 52,04    | SB        |
| 6    | Lauren Gale       | Kanada         | 52,68    |           |
| 7    | Evelis Aguilar    | Kolumbien      | 52,86    | SB        |

### Hoffnungslauf 4
| Rang | Athletin               | Nation             | Zeit (s) | Anmerkung |
| ---- | ---------------------- | ------------------ | -------- | --------- |
| 1    | Kendall Ellis          | Vereinigte Staaten | 50,44    | Q         |
| 2    | Sophie Becker          | Irland             | 51,28    |           |
| 3    | Zoe Sherar             | Kanada             | 51,43    |           |
| 4    | Lina Licona            | Kolumbien          | 51,90    |           |
| 5    | Lada Vondrová          | Tschechien         | 52,15    |           |
| 6    | Tiffani Marinho        | Brasilien          | 52,32    |           |
|      | Cynthia Bolingo Mbongo | Belgien            | DNS      |           |

## Halbfinale
7. August 2024, 20:45 Uhr
Für das Finale qualifizierten sich die ersten zwei Athletinnen der drei Läufe sowie die Athletinnen mit den zwei schnellsten restlichen Zeiten.

### Lauf 1
| Rang | Athletin          | Nation             | Zeit (s) | Anmerkung |
| ---- | ----------------- | ------------------ | -------- | --------- |
| 1    | Salwa Eid Naser   | Bahrain            | 49,08    | Q, SB     |
| 2    | Rhasidat Adeleke  | Irland             | 49,95    | Q         |
| 3    | Henriette Jæger   | Norwegen           | 50,17    | q         |
| 4    | Lieke Klaver      | Niederlande        | 50,44    |           |
| 5    | Victoria Ohuruogu | Großbritannien     | 51,14    |           |
| 6    | Aaliyah Butler    | Vereinigte Staaten | 51,18    |           |
| 7    | Gabby Scott       | Puerto Rico        | 51,22    |           |
| 8    | Junelle Bromfield | Jamaika            | 51,93    |           |

### Lauf 2
| Rang | Athletin             | Nation                  | Zeit (s) | Anmerkung |
| ---- | -------------------- | ----------------------- | -------- | --------- |
| 1    | Marileidy Paulino    | Dominikanische Republik | 49,21    | Q         |
| 2    | Alexis Holmes        | Vereinigte Staaten      | 50,00    | Q         |
| 3    | Laviai Nielsen       | Großbritannien          | 50,69    |           |
| 4    | Nickisha Pryce       | Jamaika                 | 50,77    |           |
| 5    | Andrea Miklós        | Rumänien                | 50,78    |           |
| 6    | Ella Onojuvwevwo     | Nigeria                 | 51,05    |           |
| 7    | Susanne Gogl-Walli   | Österreich              | 51,17    |           |
| 8    | Lurdes Gloria Manuel | Tschechien              | 51,42    |           |

### Lauf 3
| Rang | Athletin            | Nation             | Zeit (s) | Anmerkung |
| ---- | ------------------- | ------------------ | -------- | --------- |
| 1    | Natalia Kaczmarek   | Polen              | 49,45    | Q         |
| 2    | Amber Anning        | Großbritannien     | 49,47    | Q, PB     |
| 3    | Sada Williams       | Barbados           | 49,89    | q         |
| 4    | Kendall Ellis       | Vereinigte Staaten | 50,40    |           |
| 5    | Roxana Gómez        | Kuba               | 50,48    |           |
| 6    | Paola Morán         | Mexiko             | 50,73    |           |
| 7    | Stacey-Ann Williams | Jamaika            | 50,79    |           |
| 8    | Miranda Coetzee     | Südafrika          | 51,60    |           |

## Finale
9. August 2024, 20:00 Uhr
| Rang | Athletin          | Nation                  | Zeit (s) | Anmerkung |
| ---- | ----------------- | ----------------------- | -------- | --------- |
| 1    | Marileidy Paulino | Dominikanische Republik | 48,17    | OR        |
| 2    | Salwa Eid Naser   | Bahrain                 | 48,53    | SB        |
| 3    | Natalia Kaczmarek | Polen                   | 48,98    |           |
| 4    | Rhasidat Adeleke  | Irland                  | 49,28    |           |
| 5    | Amber Anning      | Großbritannien          | 49,29    | NR        |
| 6    | Alexis Holmes     | Vereinigte Staaten      | 49,77    | PB        |
| 7    | Sada Williams     | Barbados                | 49,83    |           |
| 8    | Henriette Jæger   | Norwegen                | 49,96    |           |